# Derek Walcott
Derek Walcott (Castries, 1930. január 23. – Gros Islet, 2017. március 17.) Nobel-díjas Saint Lucia-i költő, drámaíró.

## Művei

### Verseskötetek
- 25 Poems (1948)
- Epitaph for the Young: Xll Cantos (1949)
- Poems (1951)
- In a Green Night: Poems 1948–60 (1962)
- Selected Poems (1964)
- The Castaway and Other Poems (1965)
- The Gulf and Other Poems (1969)
- Another Life (1973)
- Sea Grapes (1976)
- The Star-Apple Kingdom (1979)
- Selected Poetry (1981)
- The Fortunate Traveller (1981)
- The Caribbean Poetry of Derek Walcott and the Art of Romare Bearden (1983)
- Midsummer (1984)
- Collected Poems, 1948–1984 (1986)
- Central America (1987)
- The Arkansas Testament (1987)
- Omeros (1990)
- The Bounty (1997)
- Tiepolo's Hound (2000)
- The Prodigal (2004)
- Selected Poems (2007)
- White Egrets (2010)
- The Poetry of Derek Walcott 1948–2013 (2014)

### Színdarabok
- Henri Christophe: A Chronicle in Seven Scenes (1950)
- Harry Dernier: A Play for Radio Production (1951)
- Wine of the Country (1953)
- The Sea at Dauphin: A Play in One Act (1954)
- Ione (1957)
- Drums and Colours: An Epic Drama (1958)
- Ti-Jean and His Brothers (1958)
- Malcochon: or, Six in the Rain (1966)
- Dream on Monkey Mountain (1967)
- In a Fine Castle (1970)
- The Joker of Seville (1974)
- The Charlatan (1974)
- O Babylon! (1976)
- Remembrance (1977)
- Pantomime (1978)
- The Joker of Seville and O Babylon!: Two Plays (1980)
- The Isle Is Full of Noises (1982)
- The Haitian Earth (1984)
- Three Plays: The Last Carnival, Beef, No Chicken, és A Branch of the Blue Nile (1986)
- Steel (1991)
- Odyssey: A Stage Version (1993)
- The Capeman (1997, Paul Simonnal)
- Walker and The Ghost Dance (2002)
- Moon-Child (2011)
- O Starry Starry Night (2014)

### Esszék
- What the Twilight Says (1998)

### Magyarul
- A szerencsés utazó; ford: Ferencz Győző, Kántor Péter, Kiss Zsuzsa, Mesterházi Mónika, Rakovszky Zsuzsa, Tandori Dezső, Várady Szabolcs; Európa, Bp., 1993 (Napjaink költészete)

## Családja
Ikertestvére Roderick Walcott (1930–2000) író, forgatókönyvíró, festő. Lánytestvére Pamela Walcott.

## Díjai
- Cholmondeley-díj (1969)
- Obie-díj (1971, a legjobb külföldi színdarab kategóriában a Dream on Monkey Mountain színműért)
- A Brit Birodalom Rendje (1972)
- W. H. Smith irodalmi díj (1990, az Omeros című versért)
- Irodalmi Nobel-díj (1992)
- T. S. Eliot-díj (2011, a White Egrets című verseskötetért)